# Sinuessa (genus)
Sinuessa is een geslacht van wantsen uit de familie van de Tingidae (Netwantsen). Het geslacht werd voor het eerst wetenschappelijk beschreven door Géza Horváth in 1910.

## Soorten
Het genus bevat de volgende soorten:

- Sinuessa colens (Drake, 1953)
- Sinuessa colentis (Drake, 1953)
- Sinuessa deianira Linnavuori, 1977
- Sinuessa minor (Duarte Rodrigues, 1977)
- Sinuessa nairobia Drake, 1957
- Sinuessa parva Stusak, 1984
- Sinuessa subinermis (Horváth, 1910)
- Sinuessa waelbroecki (Schouteden in Bergroth & Schouteden, 1905)